# Lawrie Fernandes
Lawrie Fernandes (1929. – 22. siječnja 1995.) je bivši indijski hokejaš na travi. Podrijetlom je iz grada Goe.
Osvojio je zlatno odličje na hokejaškom turniru na Olimpijskim igrama 1948. u Londonu igrajući za Indiju. 

## Vanjske poveznice
- Profil na Database Olympics
- Profil na Sports-Reference.com  Arhivirana inačica izvorne stranice od 22. listopada 2012. (Wayback Machine)
- Profili poznatih Goanaca iz prošlosti i sadašnjosti